# George Robson (racerförare)
George Robson, född den 24 februari 1909 i Newcastle upon Tyne, England, död den 2 september 1946 i Atlanta, Georgia, USA, var en amerikansk racerförare.
Robson vann det första Indianapolis 500 efter andra världskriget, 1946. Han förolyckades senare samma år i en krasch på Lakewood Speedway i Atlanta.